# Joaquín Crespo
Joaquín Sinforiano de Jesús Crespo Torres (San Francisco de Cara, Aragua, 22 de agosto de 1841 - La Mata Carmelera, Cojedes, 16 de abril de 1898) fue un militar y político venezolano, presidente de Venezuela en dos ocasiones: 1884-1886, y 1892-1898.
Miembro destacado del denominado Liberalismo Amarillo, fue el más fiel aliado y seguidor de Antonio Guzmán Blanco, de cuya mano recibió la presidencia por más tiempo, durante dicho período, solo superado por el propio Antonio Guzmán Blanco. También fue senador y presidente del Estado Guzmán Blanco (actual Guárico).
Joaquín Crespo se convirtió en el más poderoso caudillo de Venezuela tras el retiro político y posterior muerte de Guzmán Blanco, pasando a ejercer la presidencia durante un período de seis años, durante los cuales buscó emular el brillo del gobierno guzmancista, pero se vio confrontado con una realidad diferente, problemas económicos, descomposición social y la decadencia del Liberalismo Amarillo, que se vio finalmente consumada durante el período de su sucesor, Ignacio Andrade, la cual impulsó él mismo y se estima colocó a través de un fraude electoral, al frente del país.
Crespo fallecería defendiendo al mismo Ignacio Andrade de la Revolución de Queipa, comandada por José Manuel El Mocho Hernández, quien fuese el candidato de oposición por el Partido Liberal Nacionalista contra Andrade y presunto vencedor real de las elecciones.

## Biografía
Joaquín Crespo nació en San Francisco de Cara, estado Aragua. inició su carrera militar muy joven en 1858, al alistarse en las filas del ejército federal, bajo las órdenes del coronel Jesús de Jesús, Donato Rodríguez y posteriormente Zoilo Medrano, pasando finalmente a servir directamente a ascendiendo los generales Ezequiel Zamora, Juan Crisóstomo Falcón y Antonio Guzmán Blanco durante las fases finales de la Guerra Federal, siendo con el último de estos con el cual pasó a cosechar una muy estrecha amistad, siendo desde entonces la mano derecha y hombre más leal del gran caudillo. Para el 17 de marzo de 1864 es promovido al rango de general de brigada, por sugerencia del mismo Guzmán Blanco. El 18 de septiembre del mismo año se casó en Parapara, con Jacinta Parejo, viuda de Ramón Silva de Mercado.
Luego, bajo el gobierno del mariscal Juan Crisóstomo Falcón, fue diputado a la Asamblea Legislativa del Estado Guárico (1864), siendo diputado principal por el mismo estado en el Congreso Nacional (1865-1868). Al término de su gestión como diputado vuelve a tomar las armas en contra de la Revolución azul (1868-1870) y se destaca como uno de los principales seguidores del presidente Antonio Guzmán Blanco, quien lo asciende al grado de general en jefe de los Ejércitos de Venezuela (4 de diciembre de 1871).

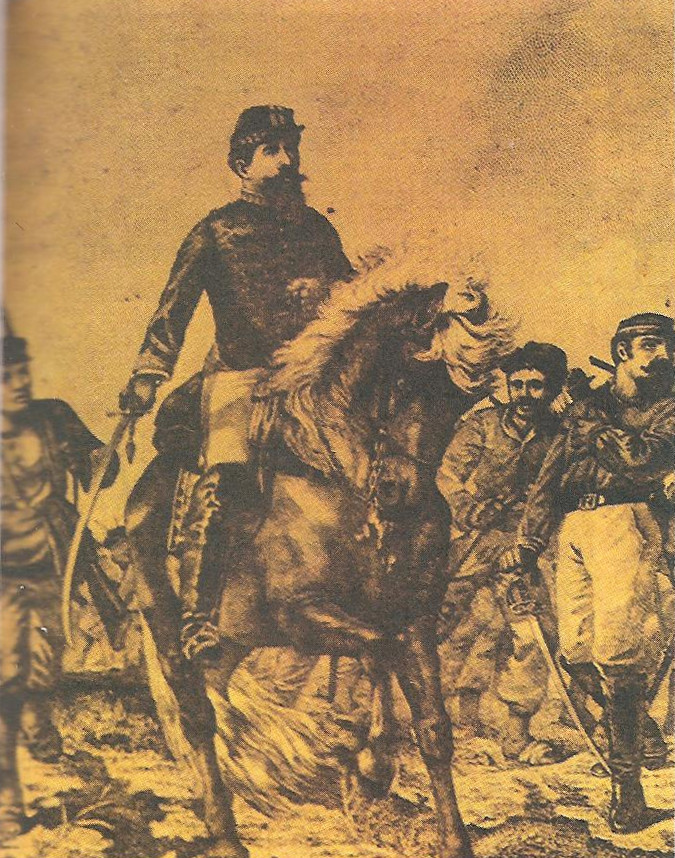
Joaquín Crespo en la Batalla de La Victoria de 1879.

En septiembre de 1876 Crespo formó parte del grupo ministerial del presidente Francisco Linares Alcántara; luego de que Linares Alcántara falleciera, Crespo se unió al movimiento del general Gregorio Cedeño conocido como Revolución Reivindicadora, la cual repuso nuevamente en 1879 en el poder a Guzmán Blanco, quien ejerció la presidencia durante el periodo llamado El Quinquenio de 1879 a 1884. Durante este tiempo, Crespo fue Jefe Civil y Militar del Territorio Federal Maracay (1880) y presidente del Estado Guzmán Blanco (1882).

## Primera presidencia
El 14 de febrero de 1884, Guzmán nombró a Crespo ministro de Guerra y Marina y luego fue elegido senador, para más tarde ser nombrado por el Congreso presidente de la República para el periodo de 1884-1886, cuando termina su gobierno se lo entrega a Manuel Antonio Diez, hasta llegar Guzmán.
El 27 de junio de 1888 Juan Pablo Rojas Paúl es elegido nuevo Presidente, acontecimiento que obligó a Crespo residenciarse en la colonia inglesa de Trinidad
Desde  Trinidad  Crespo fue a Saint Thomas, colonia danesa en el archipiélago de las islas Vírgenes. En Charlotte Amalie Crespo intentó invadir a Venezuela  a bordo de la goleta Ana Jacinta. Siendo vencido por el gobierno fue a dar como prisionero a la cárcel de La Rotunda, luego fue indultado por el presidente Rojas Paúl con la promesa de retirarse temporalmente de la política. Se dedicó a atender su hato El Totumo en Guárico para luego salir exiliado al Perú.

## Segunda presidencia
En febrero de 1892 estalló la Revolución Legalista comandada por Crespo, la cual pretendía evitar la continuidad en el poder del presidente Raimundo Andueza Palacio. En octubre de 1892 Crespo entró triunfante en Caracas y ejerció el poder durante cinco años y cuatro meses.
A lo largo de su gobierno, Crespo buscaría emular en todo lo posible al «Ilustre Americano», el hombre al que más leal le había sido y al que más admiraba, tratando de dotar a su gestión del brillo que poseyó el gobierno «Guzmancista», pero se vio confrontado con una realidad muy diferente. Las últimas gestiones presidenciales, habían dejado al país sumido en severos problemas económicos y la descomposición social brotaba por doquier, el resultado era que el «Ensayo de Civismo», iniciado por Antonio Guzmán Blanco, ahora se hallaba en una situación crítica, y por primera vez en más de dos décadas, el Liberalismo Amarillo se comenzó a debilitar. Aun así, Crespo hizo el esfuerzo de incentivar la economía, especialmente a través del sector bancario, introducido previamente por el propio Guzmán Blanco, al fortalecerlo progresivamente y usarlo como aliado.
También subdividió al país en 8 regiones militares, creó instituciones para el desarrollo y producción de armas, compró nuevas armas y equipamientos e hizo un intento por institucionalizar y sistematizar el cuerpo castrense. También avaló la formación de las cámaras de comercio de Maracaibo, Puerto Cabello, Caracas, Valencia y Barquisimeto.
Paradójicamente, habiendo llegado al poder defendiendo la «Constitución Guzmancista de 1881», el 16 de junio de 1893 pone ejecútese a una nueva Constitución que establecerá en su artículo 63, la votación directa y secreta, además de períodos presidenciales de 4 años en el artículo 71. Así resulta vencedor en las elecciones presidenciales de 1894 para el periodo 1894-1898. Crespo se convirtió luego del retiro del escenario político venezolano de Guzmán Blanco, en el jefe supremo del Partido Liberal Amarillo.

En 1896 reforma el Código Civil de Venezuela.

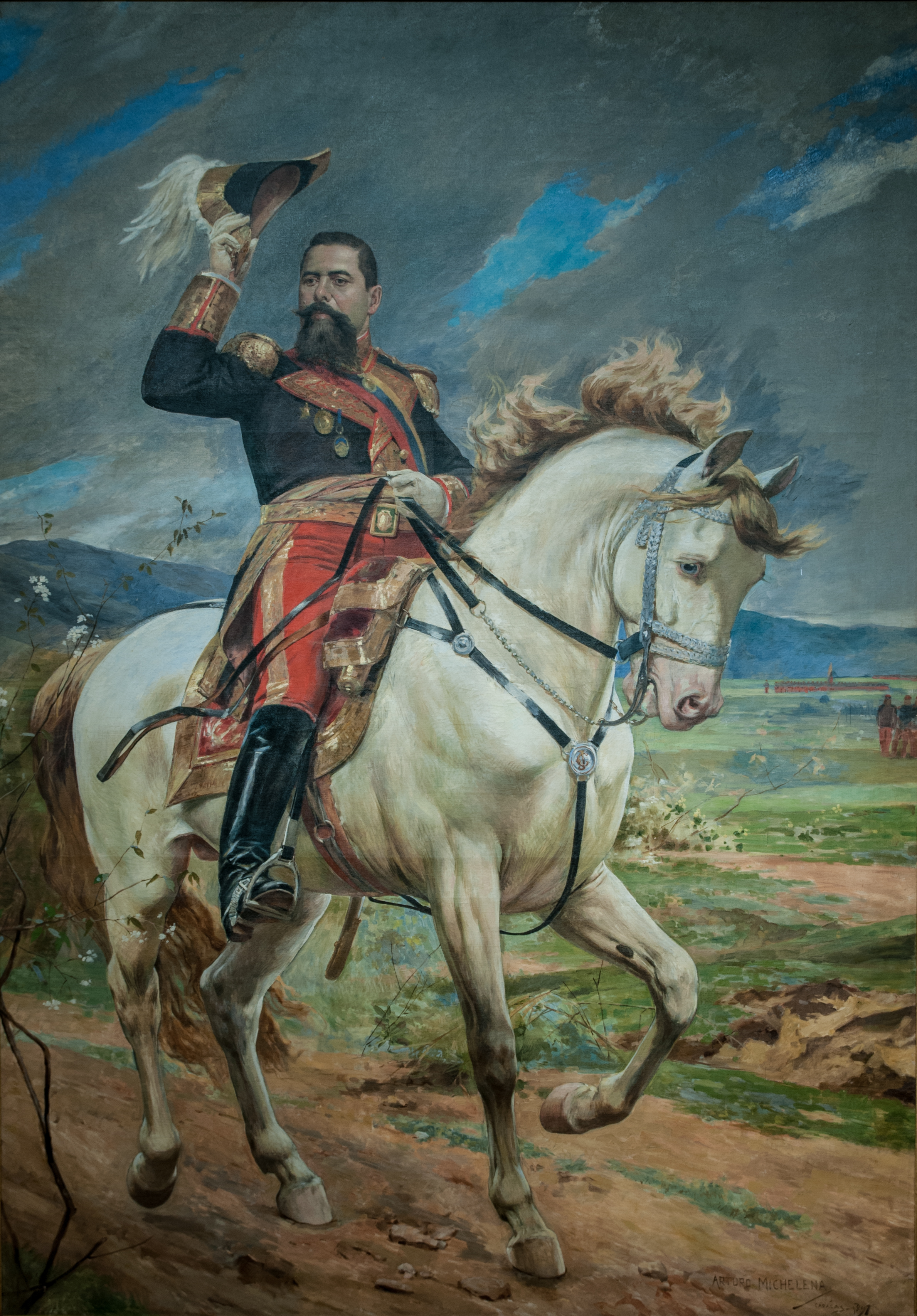
Retrato ecuestre del General Joaquín Crespo. 1897. Palacio de Miraflores

### Pospresidencia y muerte en combate
Con la anuencia y ayuda de Crespo el 1 de febrero de 1897 fue elegido presidente de la República el general Ignacio Andrade en «elecciones libres» contra la figura del general José Manuel Hernández alias «El Mocho» quien no reconoció el triunfo de Andrade y se alzó en armas con el movimiento denominado la Revolución de Queipa: «El Mocho» Hernández abandonó  Caracas y se internó en los llanos de Cojedes. El general Crespo, como protector del gobierno, salió a someter a «El Mocho» y el 16 de abril de 1898 cayó muerto en la Batalla de la Mata Carmelera durante una emboscada por un disparo. El autor del disparo se desconoce.  
El cadáver de Crespo fue sacado soterradamente hacia Caracas, el enemigo abandonó el campo y se enteró del acontecimiento varios días después del suceso, ya embalsamado se le rindieran en Caracas los honores póstumos dignos de su jerarquía. Fue enterrado el 24 de abril de 1898 en el mausoleo que mandó a construir en el cementerio General del Sur. En 2013 descubrieron que sus restos fueron robados por presuntos afines al oscurantismo religioso y sectas de paleros.